# Vincenzo Colmayer
Vincenzo Colmayer (Napoli, 12 gennaio 1843, secondo altra fonte 22 gennaio 1843 – Napoli, 10 settembre 1908) è stato un prefetto e politico italiano.

## Biografia
Laureato in giurisprudenza a Napoli esercita per alcuni anni la professione forense. Nel 1884 entra nell'amministrazione dell'interno come prefetto, destinato alle sedi di Belluno, Lecce, Catanzaro, Catania, Venezia, Palermo, Bari, Livorno e Roma.